# Юримагуас
Юримагуас (исп. Yurimaguas) — город в Перу в провинции Альто-Амасонас региона Лорето. Административный центр провинции Альто-Амасонас.
Расположен в северо-восточной части Перу в тропических лесах страны. На высоте около 150 м на левом берегу реки Уальяги притока Мараньон, судоходного истока реки Амазонки в сельскохозяйственных районах перуанских тропических лесов. К западу от города начинается холмистая местность, где преобладают сельскохозяйственные фермы.
Находится на высоте	147 м в 136 км от г. Тарапото. До Икитоса, крупнейшего города в перуанском регионе тропических лесов, можно добраться на баржах и пассажирских судах по речному маршруту длиной 750 км.

## Население
В 2017 году население города составляло 62 903 человек, из которых 40 506 коренных жителей — индейцев. Процентное представительство коренного населения является самым высоким в регионе Лорето (48 %).

## История
В 1680 году район города посетил Самуэль Фриц, богемским миссионер-иезуит, первым нанесший на карту Амазонку, с целью обращения коренных народов в христианство. Он основал 38 иезуитских поселений, в том числе «Нуэстра-Сеньора-де-лас-Ньевес-де-Юримагуас», на основе которого позже развился город Юримагуас.
26 мая 2019 года сильное землетрясение повредило несколько зданий в городе.

## Климат
Климат тропический, среднегодовая температура 26 °C. Сезон дождей с декабря по март. В это время дорога на Тарапото часто становится почти непроходимой.

## Экономика
Порт Юримагуас — важный торговый центр: в то время как товары из бассейна Амазонки перегружаются здесь с кораблей на грузовики, товары из прибрежного региона Перу часто поступают в Икитос или Бразилию через Юримагуас. До того, как был построен Панамский канал, многие товары перевозились из Атлантики в Тихий океан через Амазонку и Юримагуас.
Имеется аэропорт имени Мойсеса Бенсакена Ренхифо.
Помимо важности транспорта, экономика региона в основном сельскохозяйственная, но туризм также приобретает всё большее значение для региона. В малонаселенном районе определенный удельный вес в экономике имеет и выращивание наркотиков. Площадь — 9,5 км².

## Персоналии
- Араухо, Сесар Кальво де (1910–1970) — перуанский писатель и художник.